# Helicogonium conniventis
Helicogonium conniventis är en svampart som beskrevs av Baral & G. Marson 1999. Helicogonium conniventis ingår i släktet Helicogonium och familjen Endomycetaceae.   Inga underarter finns listade i Catalogue of Life.